# Église Saint-Sulpice de Saint-Sulpice-de-Mareuil
L'église Saint-Sulpice-de-Mareuil ou église Translation-des-reliques-de-Saint-Sulpice est un édifice religieux catholique situé dans la commune déléguée de Saint-Sulpice-de-Mareuil dans le département de la Dordogne, en France.

## Présentation
L'église Saint-Sulpice-de-Mareuil, dont la construction commença au XIIe siècle, est dédiée à saint Sulpice, évêque de Bourges. Elle se situe à Saint-Sulpice-de-Mareuil, commune regroupée en 2017 à huit autres avoisinantes sous le nom de Mareuil-en-Périgord.

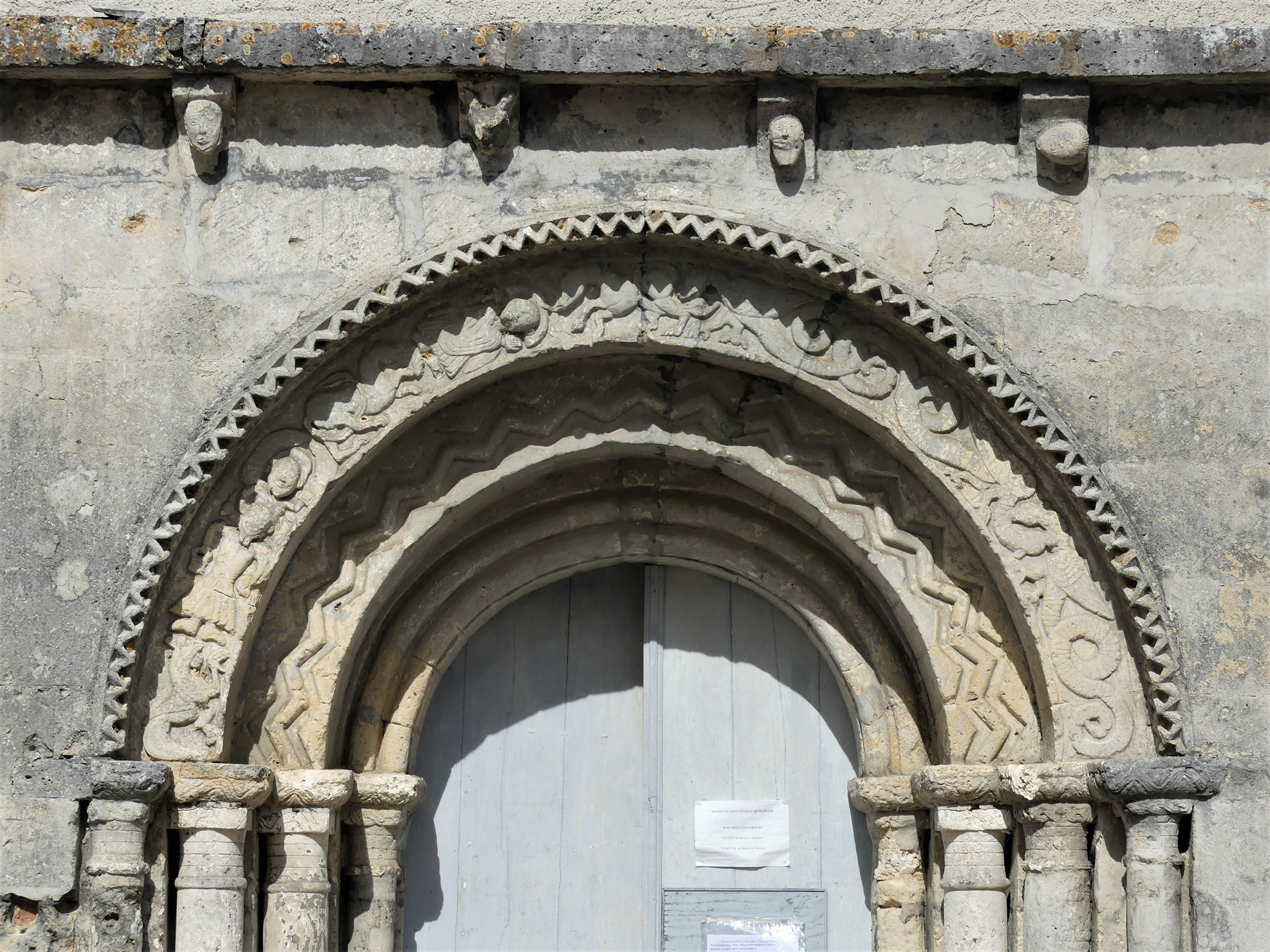
Portail de l'église

De style roman, elle se caractérise par son porche orné de huit colonnettes avec bandeaux sculptés, sur lesquels sont représentés deux hommes, l'un portant de l'eau l'autre tenant un bâton, ainsi que des anges, des démons, des chevaux, un coq, des griffons et des hypogriffes. Le portail est à trois voussures, seul l'extrados en est sculpté.
Le clocher carré à arcades est soutenu par quatre piliers à chapiteaux romans décorés de personnages, d'animaux et d'entrelacs. Il repose sur une voûte hexagonale.
A l'intérieur de l'église se trouve un chœur roman à colonnettes, auquel a été ajouté une chapelle latérale. La nef accueille notamment un monument aux morts de la commune et un tableau représentant l'évêque saint Sulpice bénissant des enfants. L'évêque est aussi représenté dans un vitrail de Jean Besseyrias surplombant l'autel du chœur.
A l'extérieur, on trouve en face de l'église se trouve une croix de mission des années 1880 ainsi qu'un cimetière directement adjacent.
L'église est inscrite à l'inventaire des Monuments historiques depuis le 24 juin 1948.

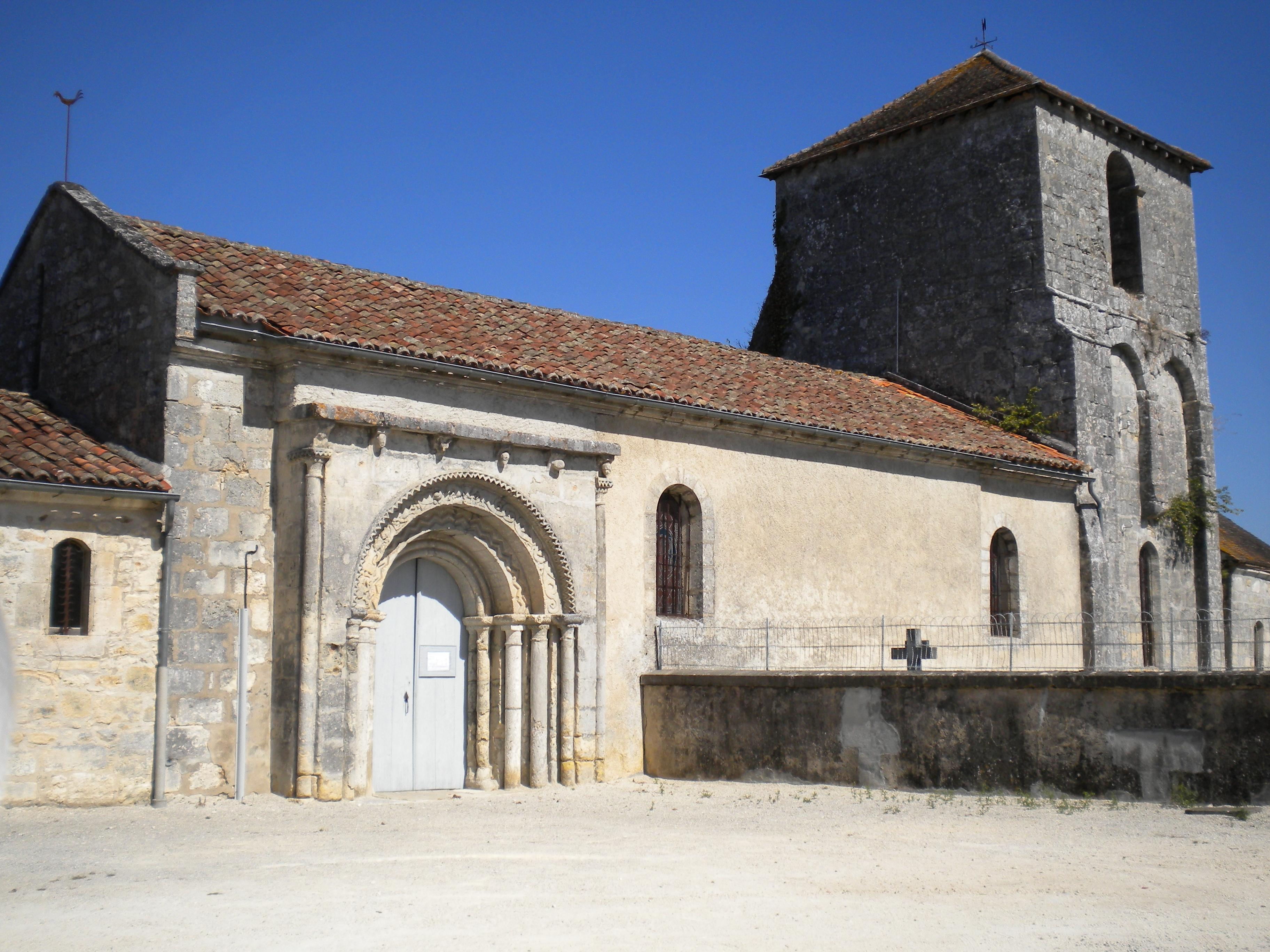
L'église Saint-Sulpice
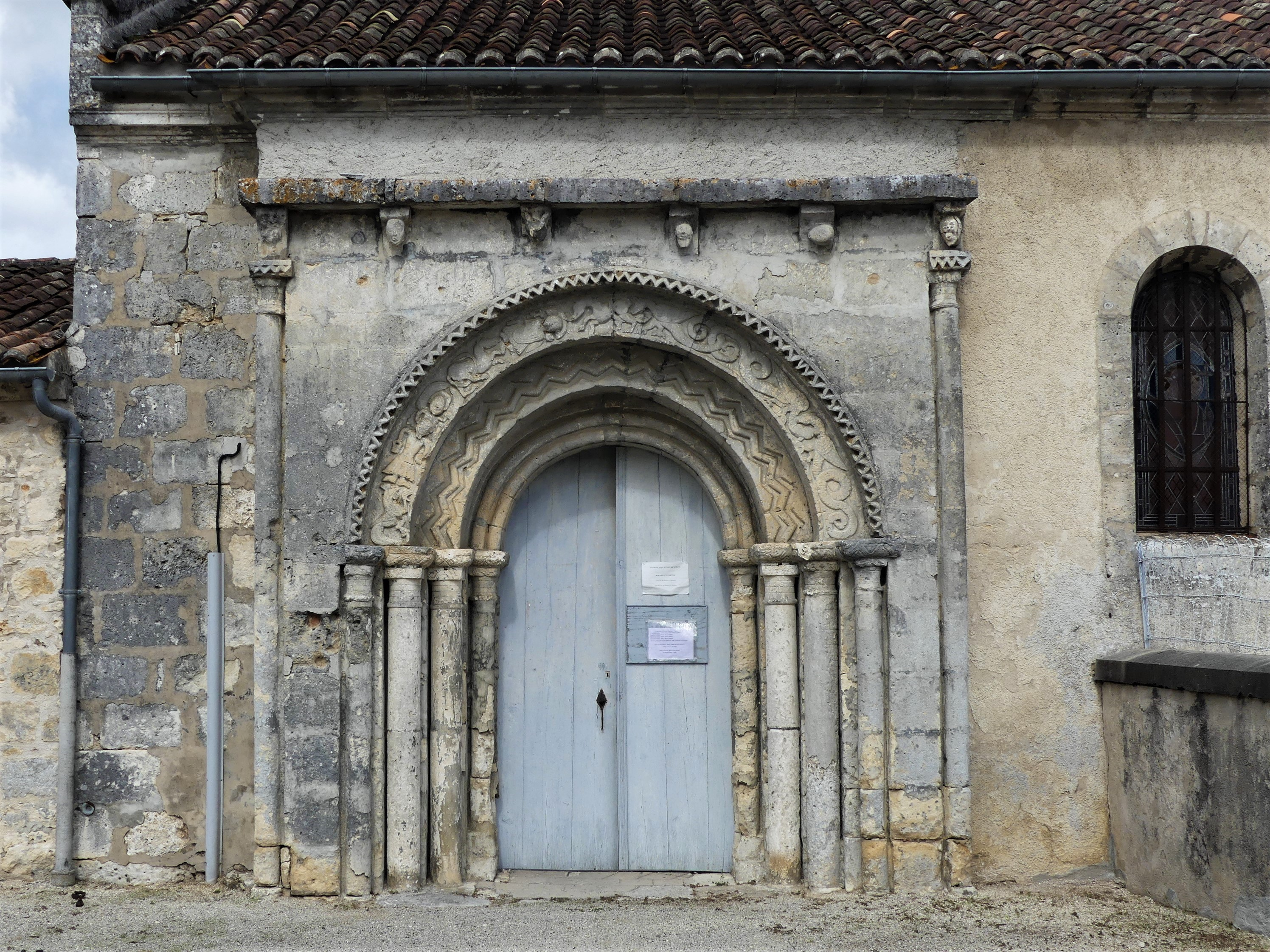
Son portail
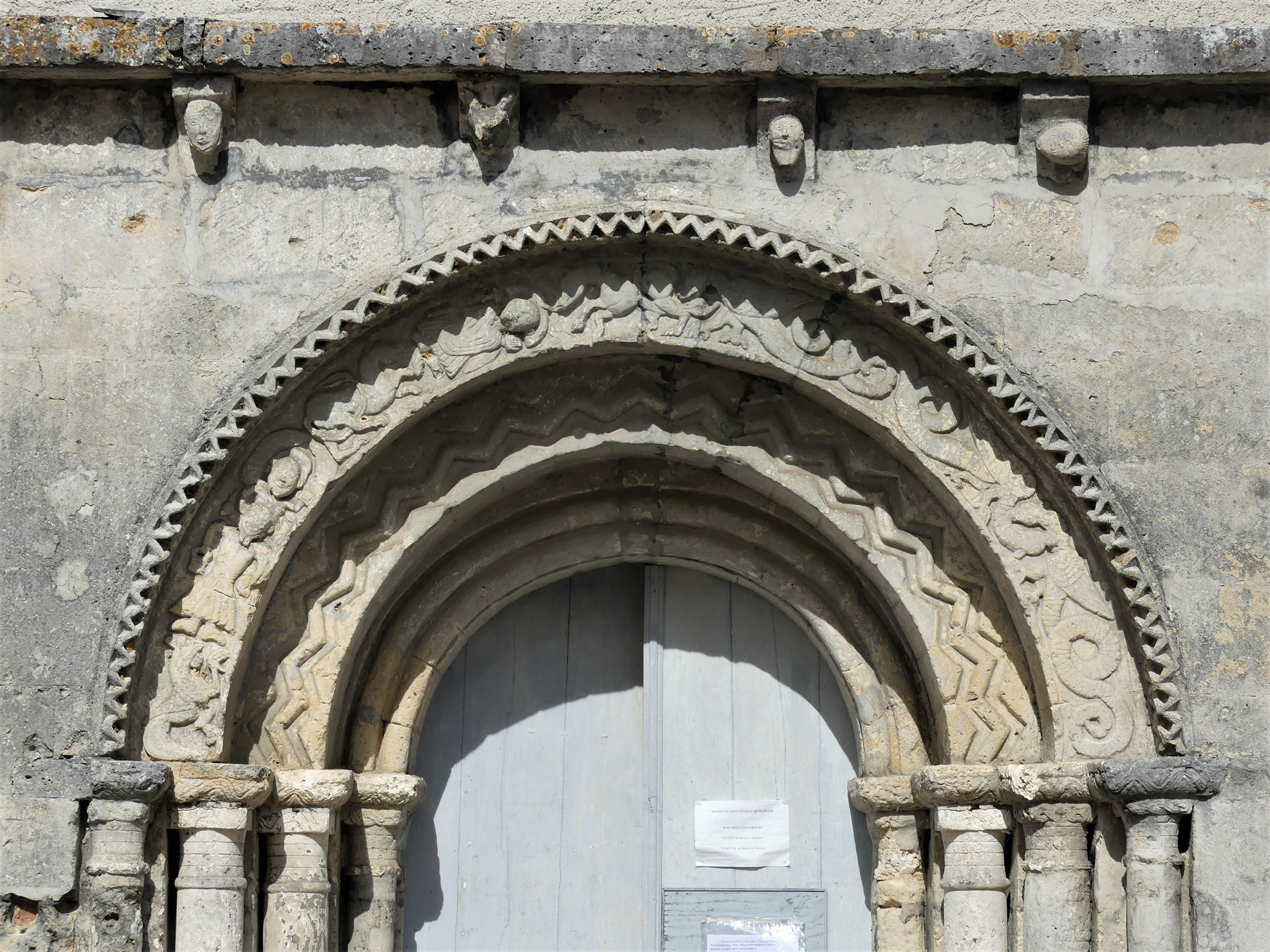
L'archivolte et les modillons
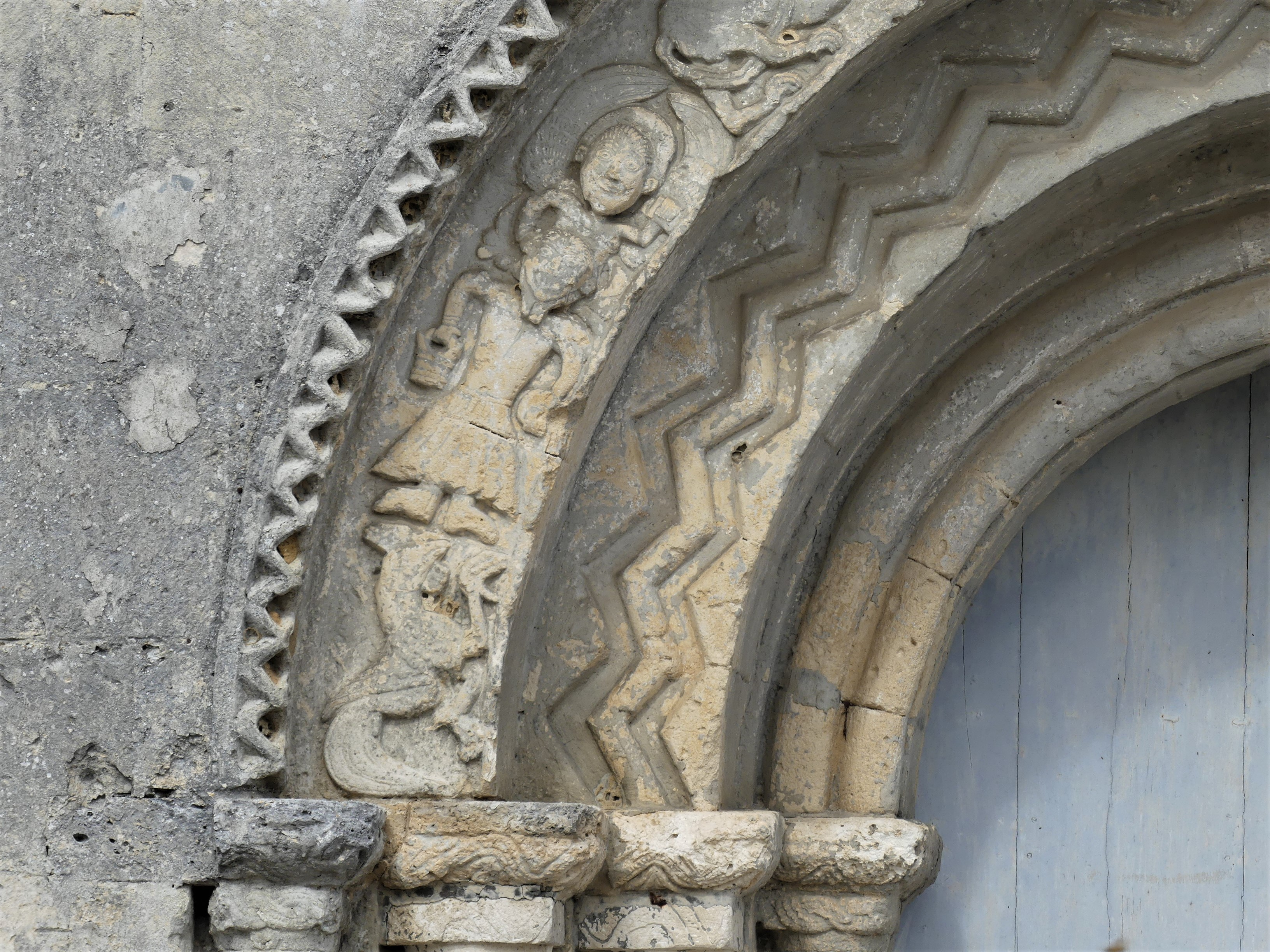
Détail des sculptures de l'archivolte du portail
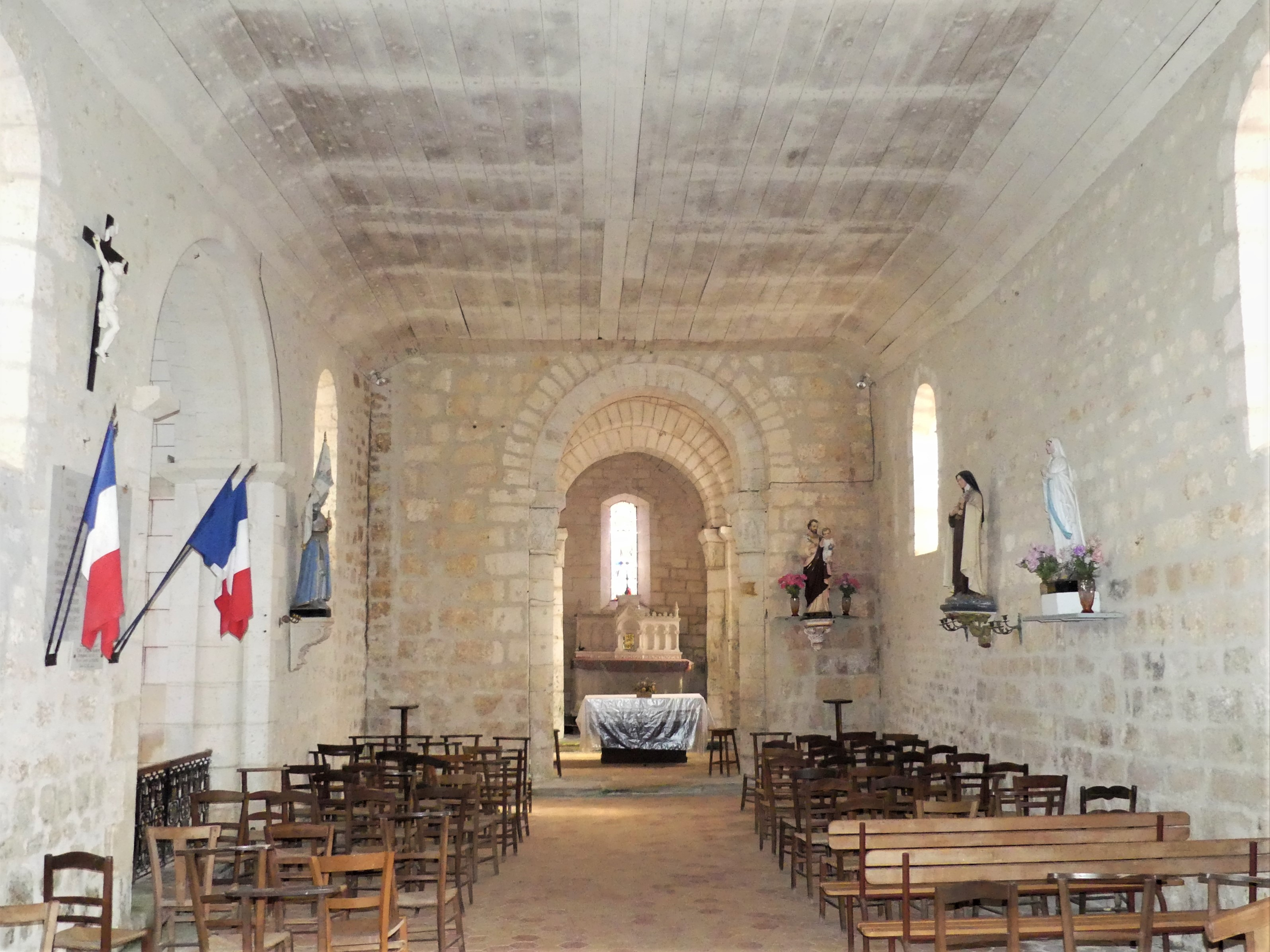
La nef
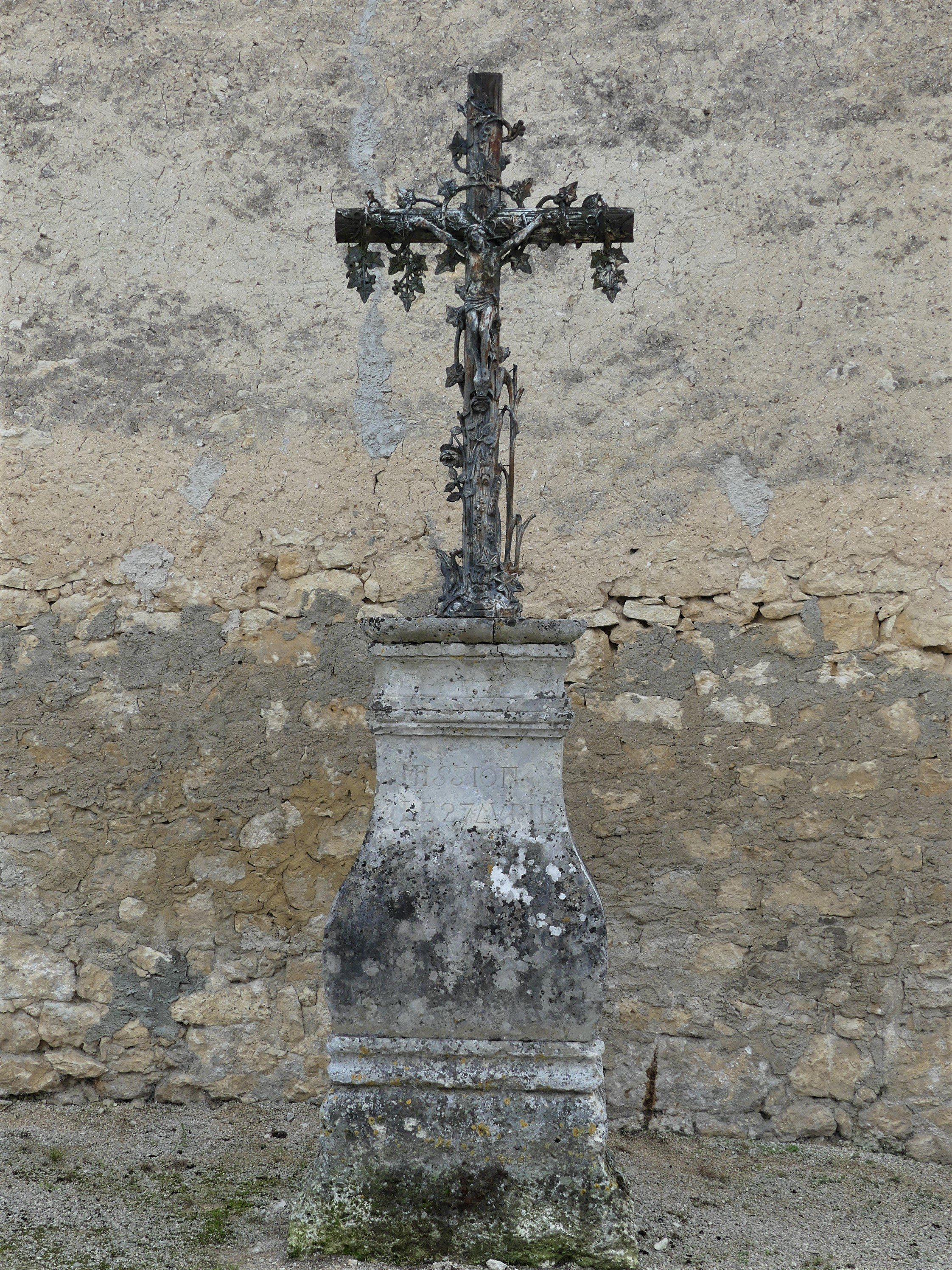
Croix de mission devant l'église